# Montagnieu (Ain)
Pour les articles homonymes, voir Montagnieu.
Montagnieu est une commune française, située dans le département de l'Ain en région Auvergne-Rhône-Alpes.

## Géographie
Le village est situé sur un éperon dominant la rive droite du Rhône, dans la zone de production des vins du Bugey, mais la commune s'étend en contrebas jusqu'aux bord du Rhône, dans le lieu-dit les Granges.

### Climat
Pour des articles plus généraux, voir Climat d'Auvergne-Rhône-Alpes et Climat de l'Ain.
En 2010, le climat de la commune est de type climat des marges montargnardes, selon une étude du CNRS s'appuyant sur une série de données couvrant la période 1971-2000. En 2020, Météo-France publie une typologie des climats de la France métropolitaine dans laquelle la commune est exposée à un climat de montagne ou de marges de montagne et est dans la région climatique Alpes du nord, caractérisée par une pluviométrie annuelle de 1 200 à 1 500 mm, irrégulièrement répartie en été.
Pour la période 1971-2000, la température annuelle moyenne est de 10,7 °C, avec une amplitude thermique annuelle de 17,6 °C. Le cumul annuel moyen de précipitations est de 1 377 mm, avec 11,4 jours de précipitations en janvier et 8 jours en juillet. Pour la période 1991-2020, la température moyenne annuelle observée sur la station météorologique installée sur la commune est de 12,4 °C et le cumul annuel moyen de précipitations est de 1 099,9 mm,. Pour l'avenir, les paramètres climatiques de la commune estimés pour 2050 selon différents scénarios d'émission de gaz à effet de serre sont consultables sur un site dédié publié par Météo-France en novembre 2022.
| Mois                                  | jan.            | fév.           | mars          | avril         | mai           | juin        | jui.         | août           | sep.        | oct.          | nov.          | déc.           | année      |
| ------------------------------------- | --------------- | -------------- | ------------- | ------------- | ------------- | ----------- | ------------ | -------------- | ----------- | ------------- | ------------- | -------------- | ---------- |
| Température minimale moyenne (°C)     | 0,3             | 0,8            | 3,9           | 6,6           | 10,9          | 13,9        | 15,7         | 15,8           | 12,1        | 9,3           | 4,4           | 1,2            | 7,9        |
| Température moyenne (°C)              | 3,2             | 4,5            | 8,5           | 11,6          | 16,2          | 19,5        | 21,4         | 21,5           | 17,1        | 13,5          | 7,5           | 3,8            | 12,4       |
| Température maximale moyenne (°C)     | 6               | 8,2            | 13,1          | 16,6          | 21,4          | 25,1        | 27,2         | 27,2           | 22,2        | 17,7          | 10,7          | 6,5            | 16,8       |
| Record de froid (°C) date du record   | −11 30.01.05    | −14,7 07.02.12 | −11 01.03.05  | −2,5 08.04.03 | 1 13.05.1995  | 3 03.06.06  | 8 24.07.1999 | 5,5 31.08.1995 | 2 25.09.02  | −3,5 26.10.03 | −7 24.11.1998 | −12,3 20.12.09 | −14,7 2012 |
| Record de chaleur (°C) date du record | 17,5 05.01.1999 | 20 20.02.1998  | 25 25.03.1994 | 28 25.04.07   | 33,6 24.05.09 | 38 22.06.03 | 38 14.07.03  | 40 13.08.03    | 34 04.09.05 | 27,5 07.10.09 | 24 12.11.1995 | 17,5 08.12.10  | 40 2003    |
| Précipitations (mm)                   | 92,8            | 72,9           | 75,4          | 83,3          | 98,1          | 82,5        | 75           | 78,1           | 99          | 111           | 122,3         | 109,5          | 1 099,9    |

## Urbanisme

### Typologie
Au 1er janvier 2024, Montagnieu est catégorisée commune rurale à habitat dispersé, selon la nouvelle grille communale de densité à 7 niveaux définie par l'Insee en 2022.
Elle est située hors unité urbaine et hors attraction des villes,.

### Occupation des sols
L'occupation des sols de la commune, telle qu'elle ressort de la base de données européenne d’occupation biophysique des sols Corine Land Cover (CLC), est marquée par l'importance des forêts et milieux semi-naturels (44,6 % en 2018), en augmentation par rapport à 1990 (39,7 %). La répartition détaillée en 2018 est la suivante : 
forêts (39,5 %), zones agricoles hétérogènes (37,9 %), zones urbanisées (10,7 %), cultures permanentes (5,4 %), espaces ouverts, sans ou avec peu de végétation (5,1 %), eaux continentales (1,4 %), terres arables (0,1 %).
L'évolution de l’occupation des sols de la commune et de ses infrastructures peut être observée sur les différentes représentations cartographiques du territoire : la carte de Cassini (XVIIIe siècle), la carte d'état-major (1820-1866) et les cartes ou photos aériennes de l'IGN pour la période actuelle (1950 à aujourd'hui).

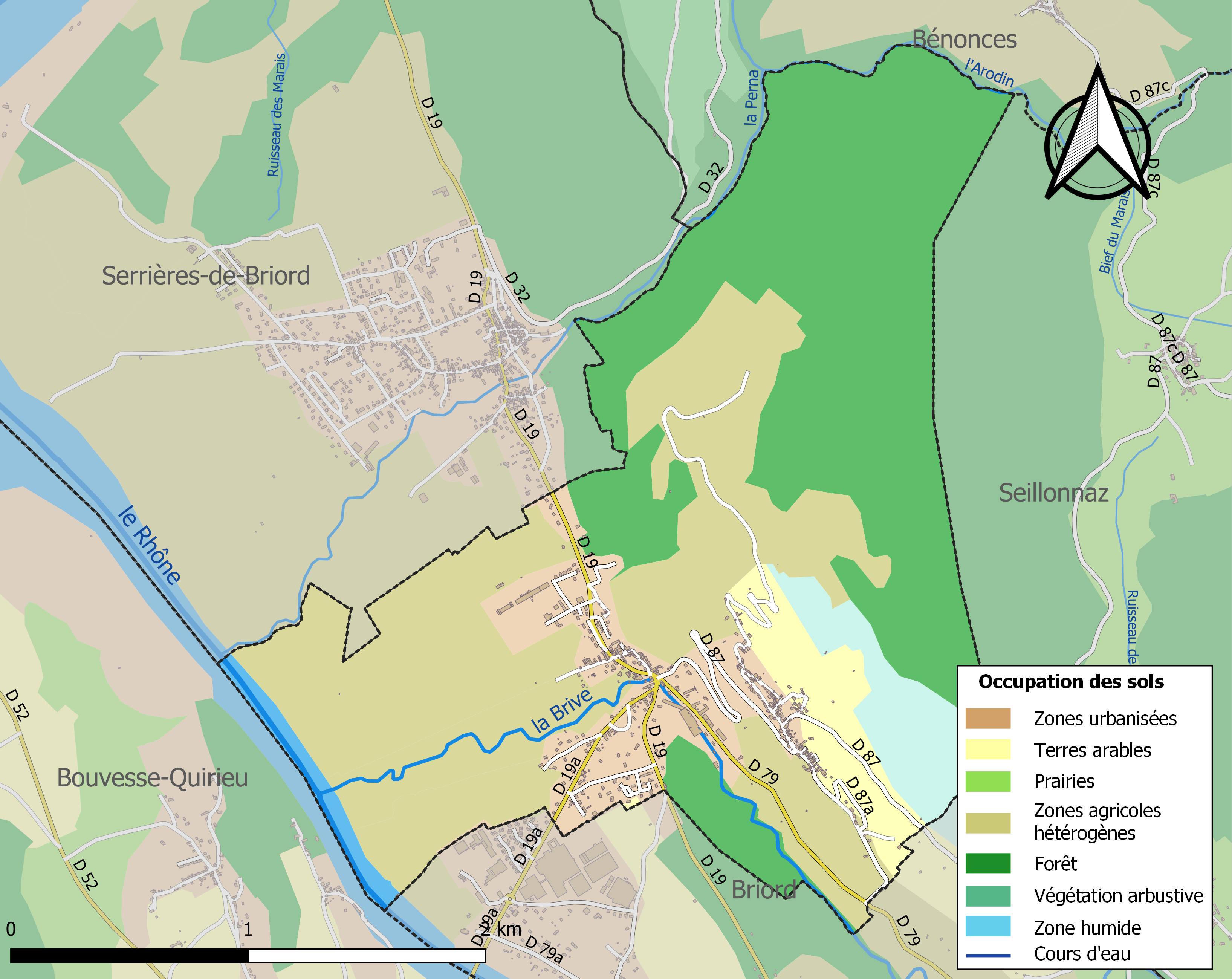
Carte des infrastructures et de l'occupation des sols de la commune en 2018 (CLC).

## Histoire
Une perte territoriale a lieu le 20 juillet 1892 lorsque le hameau de Petit-Serrières est transféré à Serrières.

### Éboulement de 1919
Le 6 mai 1919, le hameau des Granges, en contrebas de Montagnieu, est touché par un important éboulement d'un pan de la montagne, après plusieurs jours de pluies diluviennes. Une vingtaine d'habitations et la nouvelle école furent détruites, entraînant la mort d'une personne. Cet événement marqua durablement le paysage du hameau des Granges, ainsi que les mémoires des habitants. Le 8 mai 2019, le village organisa une exposition en commémoration de ce drame.
Cette particularité à la fois géologique et historique, encore visible dans le paysage, vaut au site des Granges d'être inscrit à l'inventaire national du patrimoine géologique.

## Politique et administration

### Découpage territorial
La commune de Montagnieu est membre de la communauté de communes de la Plaine de l'Ain, un établissement public de coopération intercommunale (EPCI) à fiscalité propre créé le 15 décembre 2002 dont le siège est à Chazey-sur-Ain. Ce dernier est par ailleurs membre d'autres groupements intercommunaux.
Sur le plan administratif, elle est rattachée à l'arrondissement de Belley, au département de l'Ain et à la région Auvergne-Rhône-Alpes. Sur le plan électoral, elle dépend du  canton de Lagnieu pour l'élection des conseillers départementaux, depuis le redécoupage cantonal de 2014 entré en vigueur en 2015, et de la cinquième circonscription de l'Ain  pour les élections législatives, depuis le dernier découpage électoral de 2010.

### Administration municipale

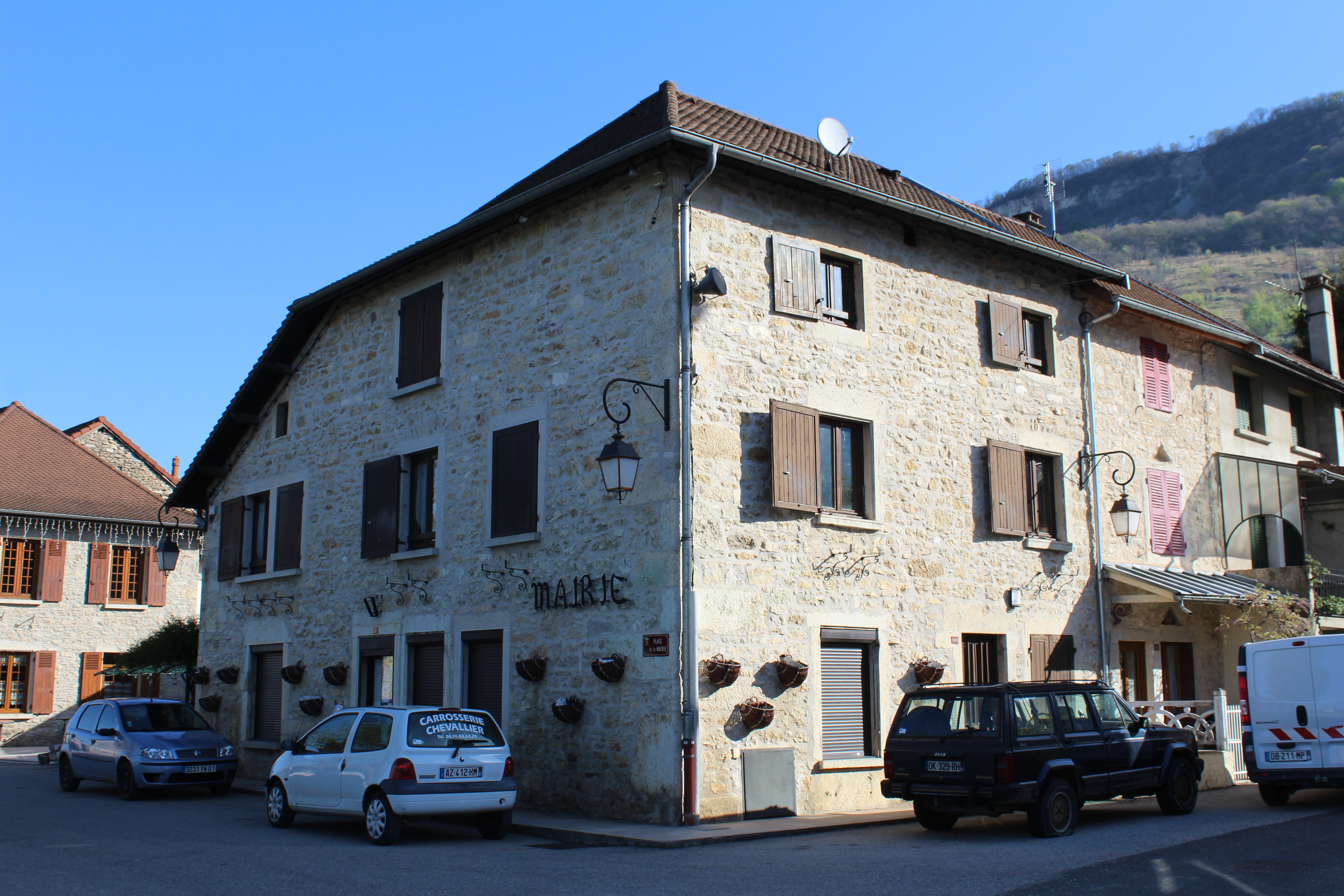
Mairie.

| Période                                  | Période  | Identité             | Étiquette | Qualité                     |
| ---------------------------------------- | -------- | -------------------- | --------- | --------------------------- |
| avant 1988                               | 1989     | Jean-Jacques Pernoud |           |                             |
| 1989                                     | ?        | Jacques Ruel         |           |                             |
| mars 2014                                | mai 2020 | Amandine Arrigoni    |           | Cadre (entreprise publique) |
| mai 2020                                 | En cours | Jean Roset           |           | Profession libérale         |
| Les données manquantes sont à compléter. |          |                      |           |                             |

## Démographie
L'évolution du nombre d'habitants est connue à travers les recensements de la population effectués dans la commune depuis 1793. Pour les communes de moins de 10 000 habitants, une enquête de recensement portant sur toute la population est réalisée tous les cinq ans, les populations de référence des années intermédiaires étant quant à elles estimées par interpolation ou extrapolation. Pour la commune, le premier recensement exhaustif entrant dans le cadre du nouveau dispositif a été réalisé en 2004.

En 2022, la commune comptait 684 habitants, en évolution de +12,32 % par rapport à 2016 (Ain : +5,15 %, France hors Mayotte : +2,11 %).
| 1793 | 1800 | 1806 | 1821 | 1831 | 1836 | 1841 | 1846 | 1851 |
| ---- | ---- | ---- | ---- | ---- | ---- | ---- | ---- | ---- |
| 404  | 277  | 482  | 481  | 487  | 504  | 542  | 537  | 553  |

| 1856 | 1861 | 1866 | 1872 | 1876 | 1881 | 1886 | 1891 | 1896 |
| ---- | ---- | ---- | ---- | ---- | ---- | ---- | ---- | ---- |
| 530  | 540  | 602  | 535  | 539  | 564  | 568  | 548  | 429  |

| 1901 | 1906 | 1911 | 1921 | 1926 | 1931 | 1936 | 1946 | 1954 |
| ---- | ---- | ---- | ---- | ---- | ---- | ---- | ---- | ---- |
| 410  | 387  | 362  | 303  | 326  | 350  | 294  | 298  | 304  |

| 1962 | 1968 | 1975 | 1982 | 1990 | 1999 | 2004 | 2006 | 2009 |
| ---- | ---- | ---- | ---- | ---- | ---- | ---- | ---- | ---- |
| 287  | 306  | 354  | 372  | 356  | 386  | 439  | 461  | 495  |

| 2014 | 2019 | 2022 | - | - | - | - | - | - |
| ---- | ---- | ---- | - | - | - | - | - | - |
| 584  | 647  | 684  | - | - | - | - | - | - |

## Économie
L'économie de la commune est principalement orientée vers le secteur agricole, avec principalement la viticulture et les cultures de céréales. Un grand nombre d'habitants travaillent également dans les usines et industries à proximité.

## Culture locale et patrimoine

### Lieux et monuments

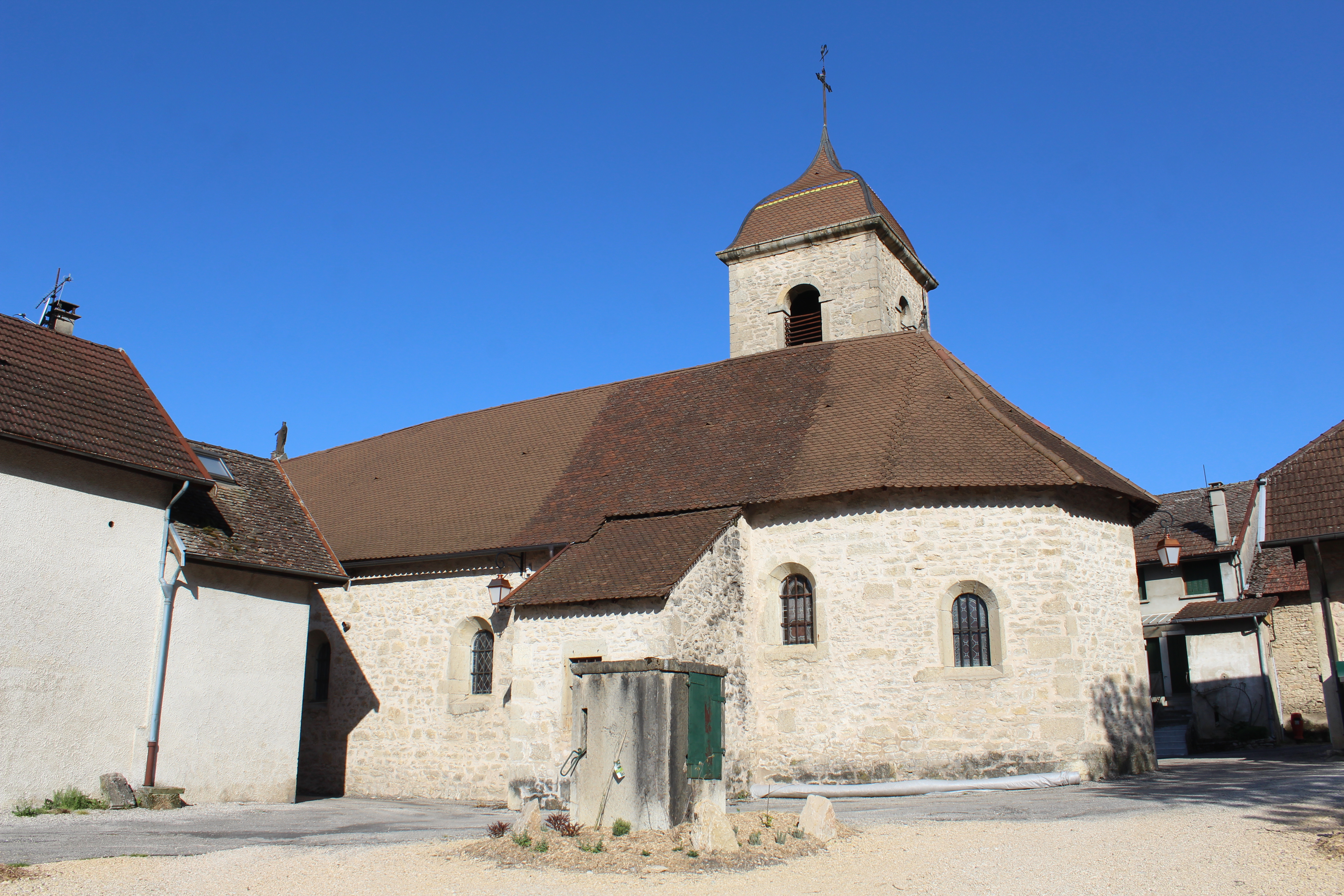
Église.

- Église Saint-Didier du XVIIIe siècle et reconstruite au XIXe siècle.
- Château de Montagnieu

### Espaces verts et fleurissement
En 2014, la commune obtient le niveau « trois fleurs » au concours des villes et villages fleuris.